# 伍德沃德鲎属
伍德沃德鲎属（学名：Woodwardopterus）是中孔鲎科的一属。

## 下属物种
本属包括以下物种：
- Woodwardopterus freemanorum Poschmann & Rozefelds, 2022[2]